# 다카라즈카 가극단 37기생
다카라즈카 가극단 37기생은 1950년 (쇼와 25년)에 다카라즈카 가극단에 입단하여, 『융 하이델베르히』로 초무대를 밟은 43명을 가리킨다.

## 개요
이 기수에 배우 오오토리 야치요, 아케보노 마유미, 야마토 나미지, 1979년부터 1983년까지 유키구미 조장을 맡았던 소가 유카리가 입단하였다.

## 일람
| 예명            | 생일     | 출신지                     | 출신학교                   | 예명의 유래                | 애칭       | 역할 | 퇴단년도 | 비고                                                                                          |
| --------------- | -------- | -------------------------- | -------------------------- | -------------------------- | ---------- | ---- | -------- | --------------------------------------------------------------------------------------------- |
| 曙まゆみ        |          |                            |                            |                            |            |      | 1953년   | 호다카 노리코 (穂高のり子)로 개명                                                             |
| 아케보노 마유미 |          |                            |                            |                            |            |      | 1953년   | 호다카 노리코 (穂高のり子)로 개명                                                             |
| 東鏡子          | 10月23日 | 도쿄도                     | 오오가키고등여학교         | 아버지가 명명              | 마ー짱     |      | 1953년   |                                                                                               |
| 아즈마 쿄코     | 10月23日 | 도쿄도                     | 오오가키고등여학교         | 아버지가 명명              | 마ー짱     |      | 1953년   |                                                                                               |
| 浦和千浪        | 11月5日  | 사이타마현 사이타마시      | 우라와제1고등여학교        | 출신지에서 따옴            | 히사에짱   |      | 1952년   |                                                                                               |
| 우라와 치나미   | 11月5日  | 사이타마현 사이타마시      | 우라와제1고등여학교        | 출신지에서 따옴            | 히사에짱   |      | 1952년   |                                                                                               |
| 鳳八千世        | 4月21日  | 도쿄도 츄오구              | 코시가야고등여학교         | 아버지가 명명              | 키ー보     |      | 1958년   | 오오토리 야치요 (鳳八千代)로 개명 동생 아사카제 미도리 (44)                                   |
| 오오토리 야치요 | 4月21日  | 도쿄도 츄오구              | 코시가야고등여학교         | 아버지가 명명              | 키ー보     |      | 1958년   | 오오토리 야치요 (鳳八千代)로 개명 동생 아사카제 미도리 (44)                                   |
| 丘真琴          | 3月11日  | 오사카부 오사카시          | 유우히가오카고등여학교     | 출신학교                   | 쿄로, 쿄짱 |      | 1955년   |                                                                                               |
| 오카 마코토     | 3月11日  | 오사카부 오사카시          | 유우히가오카고등여학교     | 출신학교                   | 쿄로, 쿄짱 |      | 1955년   |                                                                                               |
| 小園千春        | 3月26日  | 효고현 고베시              | 쿠마모토현립 여자고등학교  |                            | 세츠짱     |      | 1958년   |                                                                                               |
| 오조노 치하루   | 3月26日  | 효고현 고베시              | 쿠마모토현립 여자고등학교  |                            | 세츠짱     |      | 1958년   |                                                                                               |
| 香織登史子      | 1月11日  | 오사카부 오사카시          | 오오타니고등여학교         | 지인이 명명                | 하시모토상 |      | 1953년   |                                                                                               |
| 카오리 토시코   | 1月11日  | 오사카부 오사카시          | 오오타니고등여학교         | 지인이 명명                | 하시모토상 |      | 1953년   |                                                                                               |
| 香澄千里        | 3月24日  | 도쿄도                     | 시라유리학원               |                            | 마메미츠   |      | 1957년   |                                                                                               |
| 카스미 치사토   | 3月24日  | 도쿄도                     | 시라유리학원               |                            | 마메미츠   |      | 1957년   |                                                                                               |
| 神州洋子        | 11月5日  | 효고현 고베시스마구        | 소노다고등여학교           |                            | 요ー코     |      | 1966년   |                                                                                               |
| 카미시마 요코   | 11月5日  | 효고현 고베시스마구        | 소노다고등여학교           |                            | 요ー코     |      | 1966년   |                                                                                               |
| 衣笠みどり      | 8月20日  | 교토부 교토시              | 니죠고등여학교             | 키누가사산                 | 삿짱       |      | 1956년   |                                                                                               |
| 키누가사 미도리 | 8月20日  | 교토부 교토시              | 니죠고등여학교             | 키누가사산                 | 삿짱       |      | 1956년   |                                                                                               |
| 九條礼子        | 3月25日  | 오사카부                   | 아시이케여자상업학교       | 地名                       | 상큐       |      | 1954년   |                                                                                               |
| 쿠죠 레이코     | 3月25日  | 오사카부                   | 아시이케여자상업학교       | 地名                       | 상큐       |      | 1954년   |                                                                                               |
| 久美景子        | 12月14日 | 도쿄도                     | 사쿠라가오카여학교         |                            | 恭ちゃん   |      | 1957년   |                                                                                               |
| 쿠미 케이코     | 12月14日 | 도쿄도                     | 사쿠라가오카여학교         |                            | 恭ちゃん   |      | 1957년   |                                                                                               |
| 栄みゆき        | 11月20日 | 카나가와현 요코하마시      | 미와타고등여학교           | 아마츠 오토메가 명명       | 게코       |      | 1963년   |                                                                                               |
| 사카에 미유키   | 11月20日 | 카나가와현 요코하마시      | 미와타고등여학교           | 아마츠 오토메가 명명       | 게코       |      | 1963년   |                                                                                               |
| 白樺明子        | 11月11日 | 오사카부                   | 바이카고등여학교           |                            | 아츠코짱   |      | 1953년   |                                                                                               |
| 시라카바 아키코 | 11月11日 | 오사카부                   | 바이카고등여학교           |                            | 아츠코짱   |      | 1953년   |                                                                                               |
| 白鷺ゆかり      | 12月21日 | 효고현 고베시              | 모리신세중학교             | 히메지 하쿠로성/시라사기성 |            |      | 1952년   |                                                                                               |
| 시라사기 유카리 | 12月21日 | 효고현 고베시              | 모리신세중학교             | 히메지 하쿠로성/시라사기성 |            |      | 1952년   |                                                                                               |
| 末広寿美        | 3月15日  | 효고현 고베시              | 아이치현립 제1고등여학교   | 타케우치 헤이키치가 선정   | 치야코상   |      | 1952년   |                                                                                               |
| 스에히로 스미   | 3月15日  | 효고현 고베시              | 아이치현립 제1고등여학교   | 타케우치 헤이키치가 선정   | 치야코상   |      | 1952년   |                                                                                               |
| 住ノ江夢路      | 8月25日  | 교토부 교토시              | 니죠고등여학교             | 백인일수                   | 케이짱     |      | 1953년   |                                                                                               |
| 스미노에 유메지 | 8月25日  | 교토부 교토시              | 니죠고등여학교             | 백인일수                   | 케이짱     |      | 1953년   |                                                                                               |
| 曽我ゆかり      | 3月5日   | 도쿄도                     | 도쿄문화학원               |                            | 놋피로     |      | 1983년   | 소가 케이코 (曽我桂子)로 개명 일본무용 藤間悠我                                               |
| 소가 유카리     | 3月5日   | 도쿄도                     | 도쿄문화학원               |                            | 놋피로     |      | 1983년   | 소가 케이코 (曽我桂子)로 개명 일본무용 藤間悠我                                               |
| 園かほる        | 4月18日  | 도쿄도                     | 다이토고등여학교           |                            | 치마       |      | 1953년   |                                                                                               |
| 소노 카오루     | 4月18日  | 도쿄도                     | 다이토고등여학교           |                            | 치마       |      | 1953년   |                                                                                               |
| 高嶺深雪        | 6月10日  | 효고현 고베시              | 효고현립 제3고등여학교     | 와카야마 보쿠스이의 노래   | 오시메짱   |      | 1953년   |                                                                                               |
| 타카네 미유키   | 6月10日  | 효고현 고베시              | 효고현립 제3고등여학교     | 와카야마 보쿠스이의 노래   | 오시메짱   |      | 1953년   |                                                                                               |
| 千曲八重子      | 11月7日  | 효고현 고베시 히가시나다구 | 코난여학교                 |                            | 콘짱       |      | 1957년   |                                                                                               |
| 치쿠마 야에코   | 11月7日  | 효고현 고베시 히가시나다구 | 코난여학교                 |                            | 콘짱       |      | 1957년   |                                                                                               |
| 千歳香美        | 12月2日  | 도쿄도                     | 시노부가오카고등여학교     |                            | 파파       |      | 1959년   | 치토세 카구미 (千歳かぐみ)로 개명                                                             |
| 치토세 카구미   | 12月2日  | 도쿄도                     | 시노부가오카고등여학교     |                            | 파파       |      | 1959년   | 치토세 카구미 (千歳かぐみ)로 개명                                                             |
| 築地みとみ      | 9月28日  | 도쿄도                     | 공립여자중학교             | 출생지, 본명               | 미토미     |      | 1954년   |                                                                                               |
| 츠이지 미토미   | 9月28日  | 도쿄도                     | 공립여자중학교             | 출생지, 본명               | 미토미     |      | 1954년   |                                                                                               |
| 筑波嶺玲子      | 11月22日 | 도쿄도                     | 카세이가쿠인고등여학교     |                            | 야마자키   |      | 1954년   | 재즈가수 남편 재즈가수 겸 피아니스트 시마다 이츠호 딸 배우 시마다 카호                        |
| 츠쿠바네 레이코 | 11月22日 | 도쿄도                     | 카세이가쿠인고등여학교     |                            | 야마자키   |      | 1954년   | 재즈가수 남편 재즈가수 겸 피아니스트 시마다 이츠호 딸 배우 시마다 카호                        |
| 常盤みどり      | 1月23日  | 도쿄도                     | 가마쿠라시립고등학교       |                            | 데코       |      | 1954년   | 배우                                                                                          |
| 토키와 미도리   | 1月23日  | 도쿄도                     | 가마쿠라시립고등학교       |                            | 데코       |      | 1954년   | 배우                                                                                          |
| 渚小舟          | 11月10日 | 효고현 고베시              | 롯코여학원                 |                            | 타ー짱     |      | 1953년   |                                                                                               |
| 나기사 오후네   | 11月10日 | 효고현 고베시              | 롯코여학원                 |                            | 타ー짱     |      | 1953년   |                                                                                               |
| 南郷比加利      | 4月27日  | 효고현 고베시              | 아카시고등여학교           |                            | 마루짱     | 둘다 | 1958년   |                                                                                               |
| 난고 히카리     | 4月27日  | 효고현 고베시              | 아카시고등여학교           |                            | 마루짱     | 둘다 | 1958년   |                                                                                               |
| 虹久美子        | 9月19日  | 교토부 교토시              | 니죠고등여학교             | 친구와 고안                | 케이코     |      | 1960년   |                                                                                               |
| 니지 쿠미코     | 9月19日  | 교토부 교토시              | 니죠고등여학교             | 친구와 고안                | 케이코     |      | 1960년   |                                                                                               |
| 鳩笛くるみ      | 3月6日   | 도쿄도                     | 카세이학원                 | 선생님과 사촌언니의 합작   | 보쿠짱     |      | 1954년   |                                                                                               |
| 하토부에 쿠루미 | 3月6日   | 도쿄도                     | 카세이학원                 | 선생님과 사촌언니의 합작   | 보쿠짱     |      | 1954년   |                                                                                               |
| 花園公子        | 2月23日  | 도쿄도                     | 코쿠부다이고등여학교       |                            | 브론디     |      | 1954년   |                                                                                               |
| 하나조노 키미코 | 2月23日  | 도쿄도                     | 코쿠부다이고등여학교       |                            | 브론디     |      | 1954년   |                                                                                               |
| 本城珠喜        | 4月27日  | 교토부 교토시              | 교토부립 제1고등여학교     |                            | 스ー코     |      | 1963년   |                                                                                               |
| 혼죠 타마키     | 4月27日  | 교토부 교토시              | 교토부립 제1고등여학교     |                            | 스ー코     |      | 1963년   |                                                                                               |
| 松風涼子        | 1月3日   | 도쿄도                     | 도쿄진다이고등여학교       |                            | 루미       |      | 1956년   | 마츠카제 미츠요 (松風光月代) → 마츠카제 하루미 (松風はる美)로 개명 배우 남편 배우 에미 슌타로 |
| 마츠카제 료코   | 1月3日   | 도쿄도                     | 도쿄진다이고등여학교       |                            | 루미       |      | 1956년   | 마츠카제 미츠요 (松風光月代) → 마츠카제 하루미 (松風はる美)로 개명 배우 남편 배우 에미 슌타로 |
| 松乃みどり      | 3月10日  | 도쿄도 치요다구            | 쇼인고등학교               | 고쿄의 소나무에서 따옴     | 메리       |      | 1968년   | 마츠노 미도리 (松乃美登里)로 개명. 일본무용강사                                               |
| 마츠노 미도리   | 3月10日  | 도쿄도 치요다구            | 쇼인고등학교               | 고쿄의 소나무에서 따옴     | 메리       |      | 1968년   | 마츠노 미도리 (松乃美登里)로 개명. 일본무용강사                                               |
| 眞穂満          |          |                            |                            |                            |            |      | 1950년   | 재단 중 사망                                                                                  |
| 마호 미츠루     |          |                            |                            |                            |            |      | 1950년   | 재단 중 사망                                                                                  |
| 美瀧のぼる      | 5月31日  | 아이치현 나고야시          | 스기야마고등여학교         |                            | 아이짱     |      | 1958년   |                                                                                               |
| 미타키 노보루   | 5月31日  | 아이치현 나고야시          | 스기야마고등여학교         |                            | 아이짱     |      | 1958년   |                                                                                               |
| 三室錦          | 9月24日  | 도쿄도                     | 도쿄카세이가쿠인고등여학교 | 백인일수                   | 레이코     |      | 1954년   |                                                                                               |
| 미무로 니시키   | 9月24日  | 도쿄도                     | 도쿄카세이가쿠인고등여학교 | 백인일수                   | 레이코     |      | 1954년   |                                                                                               |
| 大和七海路      | 11月1日  | 효고현 고베시              | 고베시립 제1고등여학교     |                            | 레이탄     |      | 1958년   | 배우 후지와라 레이코                                                                          |
| 야마토 나미지   | 11月1日  | 효고현 고베시              | 고베시립 제1고등여학교     |                            | 레이탄     |      | 1958년   | 배우 후지와라 레이코                                                                          |
| 夕月冴子        | 9月15日  | 오사카부                   | 텐노지고등여학교           | 장창 「석월(夕月)」        | 쿠니짱     |      | 1958년   | 동생 아사조라 미카게 (38) 동생 아유 마치코 (44) 딸 치구사 마미 (66)                           |
| 유우즈키 사에코 | 9月15日  | 오사카부                   | 텐노지고등여학교           | 장창 「석월(夕月)」        | 쿠니짱     |      | 1958년   | 동생 아사조라 미카게 (38) 동생 아유 마치코 (44) 딸 치구사 마미 (66)                           |
| 夢路かよ子      | 5月31日  | 효고현 고베시              | 타테이시고등학교           | 백인일수                   | 카요짱     |      | 1960년   |                                                                                               |
| 유메지 카요코   | 5月31日  | 효고현 고베시              | 타테이시고등학교           | 백인일수                   | 카요짱     |      | 1960년   |                                                                                               |
| 百合あけみ      | 6月10日  | 도쿄도                     | 세이토쿠고등여학교         |                            | 카즈코     |      | 1954년   |                                                                                               |
| 유리 아케미     | 6月10日  | 도쿄도                     | 세이토쿠고등여학교         |                            | 카즈코     |      | 1954년   |                                                                                               |
| 若潮しぶき      | 7月27日  | 오사카부                   | 요도가와고등여학교         | 존경하는 선생님이 명명     | 토모쿠니상 |      | 1959년   |                                                                                               |
| 와카시오 시부키 | 7月27日  | 오사카부                   | 요도가와고등여학교         | 존경하는 선생님이 명명     | 토모쿠니상 |      | 1959년   |                                                                                               |
| 若住かほる      | 1月1日   | 오사카부 오사카시          | 시미즈다니고등여학교       |                            | 밋치이     |      | 1958년   |                                                                                               |
| 와카스미 카오루 | 1月1日   | 오사카부 오사카시          | 시미즈다니고등여학교       |                            | 밋치이     |      | 1958년   |                                                                                               |
| 若水久美子      | 5月28日  | 오사카부 오사카시          | 오사카쇼인고등여학교       |                            | 윳코       |      | 1956년   |                                                                                               |
| 와카미즈 쿠미코 | 5月28日  | 오사카부 오사카시          | 오사카쇼인고등여학교       |                            | 윳코       |      | 1956년   |                                                                                               |